# Okari (fleuve)
Le fleuve Okari  (en anglais : Okari River) est un cours d’eau de la région de West Coast dans l’Île du Sud de la Nouvelle-Zélande.

## Géographie
Le fleuve s’écoule vers le nord-ouest à partir de sa source située à l’extrémité nord de la chaîne de Paparoa, traversant un terrain marécageux dénommé ‘Addisons Flat’ pour atteindre la Mer de Tasman à 8 kilomètres au sud du Cap Foulwind.